# Cocconotus middlekauffi
Cocconotus middlekauffi är en insektsart som först beskrevs av Rehn, J.A.G. 1946.  Cocconotus middlekauffi ingår i släktet Cocconotus och familjen vårtbitare. Inga underarter finns listade i Catalogue of Life.